# Коефіцієнт кластеризації
В теорії графів коефіцієнт кластеризації є мірою ступеня, в якій вузли в графі мають тенденцію групуватися разом. Наявні дані свідчать про те, що в більшості реальних мереж, і, зокрема, в соціальних мережах, вузли, як правило, створюють тісно пов'язані групи, що характеризуються відносно високою щільністю зв'язків; ця ймовірність більше ніж середня ймовірність випадкового зв'язку між двома вузлами (Holland і Leinhardt, 1971; Watts and Strogatz, 1998).
Існують два варіанти цього терміна: глобальний і локальний. Глобальний варіант було створено для загального уявлення про кластеризацію в мережі, в той час як локальний описує вкладеність окремих вузлів.

## Глобальний коефіцієнт кластеризації
Глобальний коефіцієнт кластеризації заснований на трійках вузлів. Трійка складається з трьох з'єднаних вузлів. Тому трикутник включає в себе три замкнуті трійки, по одній по центру на кожному з вузлів (n.b. це означає, що три трійки в трикутнику відбуваються водночас з перекриттям вибору вузлів). Глобальний коефіцієнт кластеризації — це число замкнутих трійок (або 3-х трикутників) над загальним числом трійок (відкритих і закритих). Перша спроба виміряти цей коефіцієнт була зроблена Луче і Перрі (1949). Цей термін дає вказівку на кластеризацію у всій мережі (глобальну), і може бути застосований до обох типів мереж: ненаправлених і спрямованих(часто званих транзитивними див. Вассерман і Фауст, 1994, стор. 243).
Глобальний коефіцієнт кластеризації визначається наступним чином:
{\displaystyle C={\frac {3\times {\mbox{number of triangles}}}{\mbox{number of connected triplets of vertices}}}={\frac {\mbox{number of closed triplets}}{\mbox{number of connected triplets of vertices}}}.}
У цій формулі, зв'язана трійка визначається як зв'язний підграф, що складається з трьох вершин і двох ребер. Таким чином, кожен трикутник утворює три з'єднаних трійки, пояснюючи множення на три у формулі.
Узагальнення на зважені мережі було запропоноване Опсахлем і Панзарасою (2009), і перевизначення, двох режимів мереж(як бінарних так і вагових) було запропоноване Опсахлем (2009).

## Локальний коефіціент кластеризації

Приклад локального коефіціенту кластеризації на неорієнтованому графі. Локальний коефіцієнт кластеризації синього вузла обчислюється як частка зв'язків між сусідами, які фактично реалізовані за допомогою порівняння з числом всіх можливих з'єднань. На малюнку, синій вузол має трьох сусідів, які можуть мати максимум 3 зв'язки між собою. У верхній частині малюнка всі три можливі зв'язки є реалізованими (товсті чорні сегменти), що дає нам локальний коефіцієнт кластеризації рівний 1. У середній частині малюнка тільки одне з'єднання є реалізованим (товста чорна лінія) і 2 з'єднання відсутні (пунктирні червоні лінії), що дає нам локальний коефіцієнт кластера рівний 1/3. І, нарешті, жоден з можливих зв'язків між сусідами синього вузла не буде реалізованим, що дає локальне значення коефіцієнта кластеризації рівне 0.

Локальний коефіціент кластеризації з вершиною (вузлом) в графі рахує, наскільки близько його сусіди повинні бути угруповані (повний граф). Дункан Уоттс і Стівен Строгац ввели цей термін в 1998 році, щоб визначити, чи є граф графом «Світ тісний».
Граф {\displaystyle G=(V,E)} формально складається з безлічі вершин {\displaystyle V} і набору ребер {\displaystyle E} між ними. Ребро {\displaystyle e_{ij}} з'єднує вершину {\displaystyle v_{i}} з вершиною {\displaystyle v_{j}}.
окіл {\displaystyle N_{i}} для вершини <математика> {\displaystyle v_{i}} визначається за допомогою її сусідів, що пов'язані наступним чином:
{\displaystyle N_{i}=\{v_{j}:e_{ij}\in E\lor e_{ji}\in E\}.}
Визначимо {\displaystyle k_{i}} як число вершин, {\displaystyle |N_{i}|}, як околицю, {\displaystyle N_{i}}, як вершину.
Локальний коефіцієнт кластеризації {\displaystyle C_{i}} для вершини {\displaystyle v_{i}} далі визначається як зв'язки між вершинами в межах його околиць, розділені на кількість посилань, які могли б існувати між ними. Для орієнтованого графа, {\displaystyle e_{ij}} відрізняється від {\displaystyle e_{ji}}, і, отже, для кожної околиці {\displaystyle N_{i}} є {\displaystyle k_{i}(k_{i}-1)} посиланнь, які можуть існувати серед вершин в околиці ({\displaystyle k_{i}} це число сусідів вершини). Таким чином, Локальний коефіціент кластеризації для орієнтованих графів задається як
{\displaystyle C_{i}={\frac {|\{e_{jk}:v_{j},v_{k}\in N_{i},e_{jk}\in E\}|}{k_{i}(k_{i}-1)}}.}
Неорієнтовані граф володіє такою властивістю, що {\displaystyle e_{ij}} і {\displaystyle e_{ji}} вважаються однаковими. Тому, якщо вершина {\displaystyle v_{i}} має {\displaystyle k_{i}} сусідів, {\displaystyle {\frac {k_{i}(k_{i}-1)}{2}}} ребер може існувати серед вершин в межах околиці. Таким чином, Локальний коефіціент кластеризації для неорієнтованих графів може бути визначений як
{\displaystyle C_{i}={\frac {2|\{e_{jk}:v_{j},v_{k}\in N_{i},e_{jk}\in E\}|}{k_{i}(k_{i}-1)}}.}
Нехай {\displaystyle \lambda _{G}(v)} — це кількість трикутників на множині вершин {\displaystyle v\in V(G)} для неорієнтованого графа {\displaystyle G}. Тобто, {\displaystyle \lambda _{G}(v)} це число підграфів {\displaystyle G} з 3-ма ребрами і 3-ма вершинами, одна з яких {\displaystyle v}. Нехай {\displaystyle \tau _{G}(v)} — це число трійок на {\displaystyle v\in G}. Тобто,{\displaystyle \tau _{G}(v)} — це число підграфів (не обов'язково інддукованих) з 2-ма ребрами і 3-ма вершинами, одна з яких є {\displaystyle v} і таке, що {\displaystyle v} інцидентна на обох краях. Тоді ми можемо визначити коефіцієнт кластеризації як
{\displaystyle C_{i}={\frac {\lambda _{G}(v)}{\tau _{G}(v)}}.}
Легко показати, що два попередніх визначення є однаковими, так як
{\displaystyle \tau _{G}(v)=C({k_{i}},2)={\frac {1}{2}}k_{i}(k_{i}-1).}
Ці міри є рівними 1, якщо кожен сусід зв'язаний із {\displaystyle v_{i}} також пов'язаний з будь-якою іншою вершиною в околиці, і ці міри дорівнюють 0, якщо жодна з вершин, що пов'язана з {\displaystyle v_{i}} зв'яжеться з будь-якою іншою вершиною, що пов'язана з {\displaystyle v_{i}}.

### Мережевий середній коефіцієнт кластеризації
Як альтернатива глобального коефіцієнта кластеризації, загальний рівень кластеризації в мережі був виміряний Уоттсом та Строгацом як середнє значення локальних коефіцієнтів кластеризації всіх вершин {\displaystyle n} :
{\displaystyle {\bar {C}}={\frac {1}{n}}\sum _{i=1}^{n}C_{i}.}
Варто зазначити, що ця метрика розміщує більше ваги на низьких вузлів ступеня, в той час як співвідношення транзитивності поміщає більше ваги на високих вузлах ступеня. Насправді, зважене середнє, де кожна локальна оцінка кластеризації зважуються по {\displaystyle k_{i}(k_{i}-1)} збігається з глобальним коефіцієнтом кластеризації.
Граф вважається графом «Світ тісний», якщо його середній локальний коефіцієнт кластеризації {\displaystyle {\bar {C}}} значно вище, ніж у випадкового графа, побудованого на той самій множині вершин, а також якщо граф має приблизно таку ж відстань- найбільш коротку довжину шляху як і відповідний випадковий граф.
Узагальнення терміну зважені мережі було запропоновано Барратом та ін. (2004), і перевизначення до двочасткових графів S (названих також дворежимними мережами) було запропоноване Латапу та ін. (2008) і Опсахлем (2009).
Ця формула не є визначеною для графів з ізольованими вершинами; див. Кайзер (2008) та Бармпотіусом та ін.. Мережі з максимально можливим середнім коефіцієнтом кластеризації мають модульну структуру, і в той же час, вони мають найменшу можливу середню відстань між різними вузлами.

## Перколяції кластерних мереж
Для вивчення стійкості кластерних мереж був розроблений перколяційний підхід.